# Dendrobeania macilenta
Dendrobeania macilenta is een mosdiertjessoort uit de familie van de Bugulidae.